# Peipunen
Peipunen är en sjö i kommunen Pieksämäki i landskapet Södra Savolax i Finland. Sjön ligger 108,3 meter över havet. Den är 8,34 meter djup. Arean är 59 hektar och strandlinjen är 5,1 kilometer lång. Sjön  ingår i Vuoksens huvudavrinningsområde.   Den ligger omkring 63 kilometer norr om S:t Michel och omkring 270 kilometer nordöst om Helsingfors. 